# Paul Hermann Müller
Paul Hermann Müller, também conhecido como Pauly Mueller, (Olten, 12 de janeiro de 1899 – Basileia, 12 de outubro de 1965) foi um químico suíço. Foi agraciado com o Nobel de Fisiologia ou Medicina de 1948, por pesquisar desinfetantes e inseticidas de contato e descobriu a utilidade do DDT como inseticida.

## Vida
Müller nasceu em 12 de janeiro de 1899, em Olten, Soleura, filho de Gottlieb e Fanny (née Leypoldt ou Leypold) Müller. Ele era o mais velho de quatro filhos. Seu pai trabalhava nas Estradas de Ferro Federais da Suíça e a família se mudou para Lenzburg, Argóvia, e depois para Basileia. Na Universidade de Basel, ele estudou química com especialização em botânica e física.

## Síntese de DDT
Após seu sucesso com agentes bronzeadores e desinfetantes, Müller foi designado para desenvolver um inseticida. "Naquela época", de acordo com O Mundo da Anatomia e Fisiologia, "os únicos inseticidas disponíveis eram produtos naturais caros ou sintéticos ineficazes contra insetos; os únicos compostos que eram eficazes e baratos eram os compostos de arsênico, que eram igualmente venenosos para seres humanos e outros mamíferos".
Durante o curso de sua pesquisa, Müller descobriu que os insetos absorviam substâncias químicas de maneira diferente dos mamíferos. Isso o levou a acreditar que provavelmente existam produtos químicos tóxicos exclusivamente para insetos. Ele procurou "sintetizar o inseticida de contato ideal — um que teria um efeito tóxico rápido e poderoso sobre o maior número possível de espécies de insetos, enquanto causava pouco ou nenhum dano às plantas e animais de sangue quente". Ele também teve como objetivo criar um inseticida que fosse duradouro e barato de produzir, juntamente com um alto grau de estabilidade química.
Ao abraçar este objetivo, Müller foi motivado por dois eventos. O primeiro deles foi uma grande escassez de alimentos na Suíça, o que ressaltou a necessidade de uma maneira melhor de controlar a infestação de insetos nas plantações. A segunda foi a epidemia de tifo na Rússia, a mais extensa e letal epidemia desse tipo na história.  Ele começou sua busca por seu inseticida em 1935.
Ele estudou todos os dados que pôde encontrar sobre o assunto dos inseticidas, decidiu quais propriedades químicas o tipo de inseticida que estava procurando exibiria e começou a encontrar um composto que atendesse aos seus objetivos. Müller passou quatro anos procurando e falhou 349 vezes antes de, em setembro de 1939, encontrar o composto que procurava. Ele colocou uma mosca em uma gaiola com um composto específico e, pouco tempo depois, a mosca morreu.
O composto que ele colocou na gaiola foi diclorodifeniltricloroetano (DDT), ou, mais precisamente, 1,1,1-tricloro-2,2-bis (4-clorofenil) etano, que um farmacologista vienense chamado Othmar Zeidler sintetizou pela primeira vez em 1874. Zeidler, ao publicar um artigo sobre sua síntese, não havia investigado as propriedades do novo composto e, portanto, falhou em reconhecer seu valor extraordinário como inseticida.
Müller percebeu rapidamente que o DDT era o produto químico que ele procurava. Testes de DDT pelo governo suíço e pelo Departamento de Agricultura dos Estados Unidos confirmaram sua eficácia contra o besouro da batata do Colorado. Outros testes demonstraram sua surpreendente eficácia contra uma ampla gama de pragas, incluindo o mosquito, o piolho, a pulga e o mosquito-pólvora, que, respectivamente, espalham a malária, o tifo, a peste e várias doenças tropicais.

## Aplicação de DDT
Depois de obter uma patente suíça sobre o DDT em 1940 (uma patente no Reino Unido seguida em 1942 e patentes nos EUA e na Austrália em 1943), Geigy começou a comercializar dois produtos à base de DDT, um pó de 5% chamado de inseticida spray Gesarol e um de 3% pó chamado de inseticida em pó Neocid. O nome DDT foi empregado pela primeira vez pelo Ministério de Abastecimento britânico em 1943, e o produto foi adicionado às listas de suprimentos do Exército dos EUA em maio do mesmo ano. Foi também em 1943 que foram realizados os primeiros testes práticos do DDT como inseticida residual contra mosquitos vetores adultos. No ano seguinte, na Itália, foram realizados testes nos quais o DDT residual foi aplicado às superfícies internas de todas as habitações e edifícios anexos de uma comunidade para testar seu efeito nos vetores Anopheles e na incidência da malária.
O DDT salvou a vida de milhões durante a Segunda Guerra Mundial. Entre as décadas de 1950 e 1970, o DDT ajudou a erradicar a malária inteiramente em muitos países, incluindo os Estados Unidos.

## Publicações
- Müller, Paul Hermann (1925), Die chemische und elektrochemische Oxidation des as. m-Xylidins und seines Mono- und Di-Methylderivates, Basel: Universität Basel, Philosophische Fakultät. Inauguraldissertation
- Fichter, Friedrich; Müller, Paul Hermann (1925). «Chemische und elektrochemische Oxydation des as. m-Xylidins und seines Mono- und Di-Methylderivats». Helvetica Chimica Acta. 8 (1): 290–300. doi:10.1002/hlca.19250080148
- Läuger, P; Martin, H; Müller, Paul Hermann (1944), «Über Konstitution und toxische Wirkung von natürlichen und neuen synthetischen insektentötenden Stoffen», Genf / Basel: Helv. Chim. Acta., Helvetica Chimica Acta, 27 (1): 892–928, doi:10.1002/hlca.194402701115
- Müller, Paul Hermann (1946), Über Zusammenhänge zwischen Konstitution und insektizider Wirkung, 29, Genf / Basel: Helv. Chim. Acta, pp. 1560–1580
- Müller, Paul Hermann (1946), Relations entre la constitution chimique et l'action insecticide dans le groupe de Dichlorodiphényltrichloroéthane et Dérivés apparantes, Compte-Rendu du Premier Congrès International de Phytopharmacie. Hévérle, p. 97
- Müller, Paul Hermann (1949), Dichlorodiphenyläthan und neuere Insektizide. Nobel lecture, delivered 11. December 1948. In "Les Prix Nobel en 1948", Stockholm: Kungl.Boktryckeriet P. A. Norstedt & Söner, pp. 122–123
- Müller, Paul Hermann (1949), Physik und Chemie des Dichlorodiphenyläthans, Berlin / Göttingen / Heidelberg: Ergebn. Hyg. Bakteriol. Immunitätsforsch. exp. Therap., pp. 8–17
- Müller, Paul Hermann (1949), DDT and the newer insekticides, London: Proceedings of the 2nd International Congress on Crop Protection
- Müller, Paul Hermann; Spindler, M (1954). «Die Chemie der Insektizide, ihre Entwicklung und ihr heutiger Stand». Basel. Experientia. 10 (3): 91–131. PMID 13161889. doi:10.1007/BF02158514
- Müller, Paul Hermann (1954), Chlorierte Kohlenwasserstoffe in der Schädlingsbekämpfung. In: Ullmanns Encyklopädie der technischen Chemie. 5. Band, München / Berlin: Urban & Schwarzenberg, pp. 477–486
- Müller, Paul Hermann (1955), Physik und Chemie des DDT-Insektizides. In: DDT, das Insektizid Dichlorodiphenyläthan und seine Bedeutung Vol I, Basel / Stuttgart: Birkhäuser, pp. 29–89
- Müller, Paul Hermann (1959), Verwendung der Antibiotica im Pflanzenschutz und Vorratsschutz, 6, Basel / New York: Antibiotica et Chemotherapia, pp. 1–40, hdl:2027/uc1.b3752763
- Müller, Paul Hermann (1961), Zwanzig Jahre wissenschaftliche - synthetische Bearbeitung des Gebietes der synthetischen Insektizide, 14, Stuttgart: Naturwiss. Rdsch., pp. 209–219
- Müller, Paul Hermann (1964), Schädlingsbekämpfung; Insekticide und andere Insektenbekämpfungsmittel. In: Ullmanns Encyklopädie der technischen Chemie. 15. Band, München / Berlin: Urban & Schwarzenberg, pp. 103–131